# Ле-Ван
Ле-Ван (фр. Les Vans, окс. Los Vans) — коммуна во Франции, находится в регионе Рона — Альпы. Департамент коммуны — Ардеш. Административный центр кантона Ле-Ван. Округ коммуны — Ларжантьер.
Код INSEE коммуны — 07334.

## Население
Население коммуны на 2008 год составляло 2812 человек.
| 1962 | 1968 | 1975 | 1982 | 1990 | 1999 | 2008 |
| ---- | ---- | ---- | ---- | ---- | ---- | ---- |
| 1692 | 2034 | 2325 | 2570 | 2668 | 2664 | 2812 |

## Экономика
В 2007 году среди 1486 человек в трудоспособном возрасте (15—64 лет) 976 были экономически активными, 510 — неактивными (показатель активности — 65,7 %, в 1999 году было 63,3 %). Из 976 активных работали 797 человек (415 мужчин и 382 женщины), безработных было 179 (96 мужчин и 83 женщины). Среди 510 неактивных 106 человек были учениками или студентами, 223 — пенсионерами, 181 были неактивными по другим причинам.

## Достопримечательности
- Церковь Св. Петра (XVII век)
- Романская церковь Сен-Жак (XII—XIII века)
- Романская церковь Успения Богоматери (XII век)
- Руины старого замка и валов

## Фотогалерея
- Церковь Св. Петра
- Памятник погибшим в Первой мировой войне
- Карта коммуны